# Мюнхендорф
Мюнхендорф (нім. Münchendorf) — муніципалітет з 3188 жителями (станом на 1 січня 2023) знаходиться у Віденській улоговині в районі Медлінг у Нижній Австрії.

## Географія
Мюнхендорф розташований за кілька кілометрів на південь від Відня в промисловому районі Нижньої Австрії. Громаду перетинає Трієстінг.

## Історія
Територія Мюнхендорфа була вже в епоху неоліту (близько 5000-2000 років до н.е.) заселений. За ним послідували поселення кельтів, потім римлян. За останнього територія належала до провінції Паннонія Верхня. На поточній трасі федеральної траси Айзенштадт (Оденбург Штрассе) Б 16 імовірно була дорога на Шопрон.